# Porsche Formula E Team
Pour les articles homonymes, voir Porsche Team.
TAG Heuer Porsche Formula E Team est une équipe de course allemande qui participe au championnat de Formule E depuis  l'ePrix de Dariya de 2019, manche inaugurale, et qui a obtenu sa première victoire au ePrix de Mexico en 2022. L'équipe remporte son premier titre « pilotes » grâce à Pascal Wehrlein lors de la saison 2023-2024.

## Histoire
En juillet 2017, Porsche confirme qu'il quitte le Championnat du monde d'endurance FIA à la fin de la saison pour se concentrer sur leur nouvelle campagne en Formule E à partir de la saison 2019-2020.

## 2019-2021: débuts prometteurs et premier podium

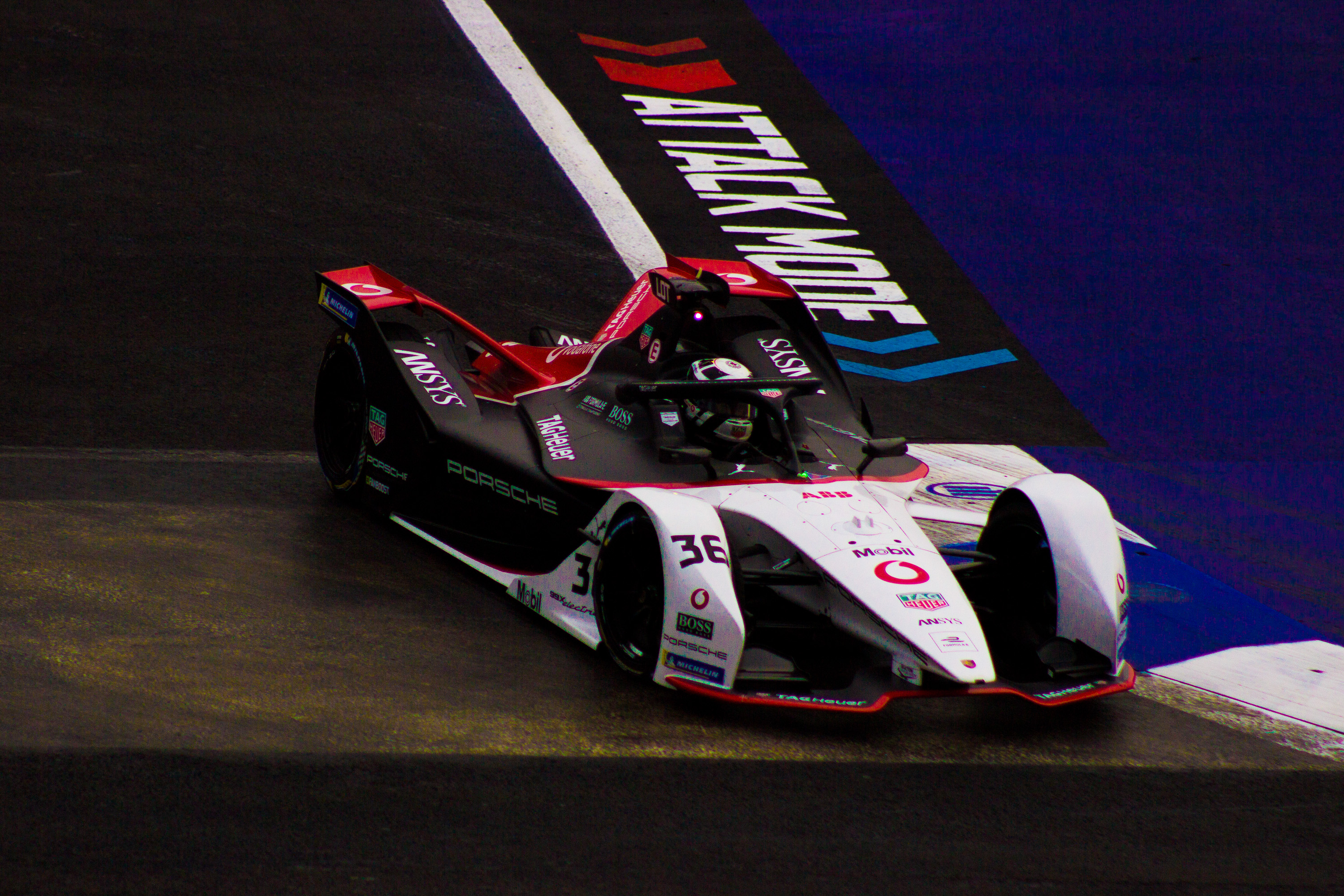
André Lotterer au ePrix de Mexico 2020, où il s'est qualifié en pole position.

En 2018, Neel Jani est annoncé comme premier pilote à conduire pour Porsche. L'écurie ayant hésité entre Brendon Hartley et André Lotterer, c'est le pilote allemand qui est choisi  comme deuxième conducteur, notamment grâce à ces précédents résultats avec DS Techeetah. En septembre, Porsche annonce Simona de Silvestro et Thomas Preining comme pilotes de développement après que Hartley a signé chez GEOX Dragon.
Lors de la premier course à Dariya, Lotterer crée la sensation en terminant deuxième et obtient le premier podium de l'équipe. Il décroche également la première pole position pour Porsche lors du ePrix de Mexico 2020, mais abandonne en course à la suite d'une collision. Il obtient une nouvelle deuxième place lors de la première course à Berlin.
Pour Neel Jani, la saison est très difficile, ne marquant que 8 points et se situant à la sixième place à l'avant dernière course. Face à ce manque de performance, Porsche engage le pilote allemand Pascal Wehrlein pour la saison suivante.

## 2022-2023: première victoire et bataille pour le titre
Le 12 février 2022, Pascal Wehrlein bat Edoardo Mortara pour la pole position du ePrix de Mexico 2022 et remporte sa première victoire. Son coéquipier André Lotterer termine deuxième, l'écurie réalisant le premier doublé de l'histoire de l'équipe Porsche dans la discipline.

## 2023-2024 : premier titre « pilotes »

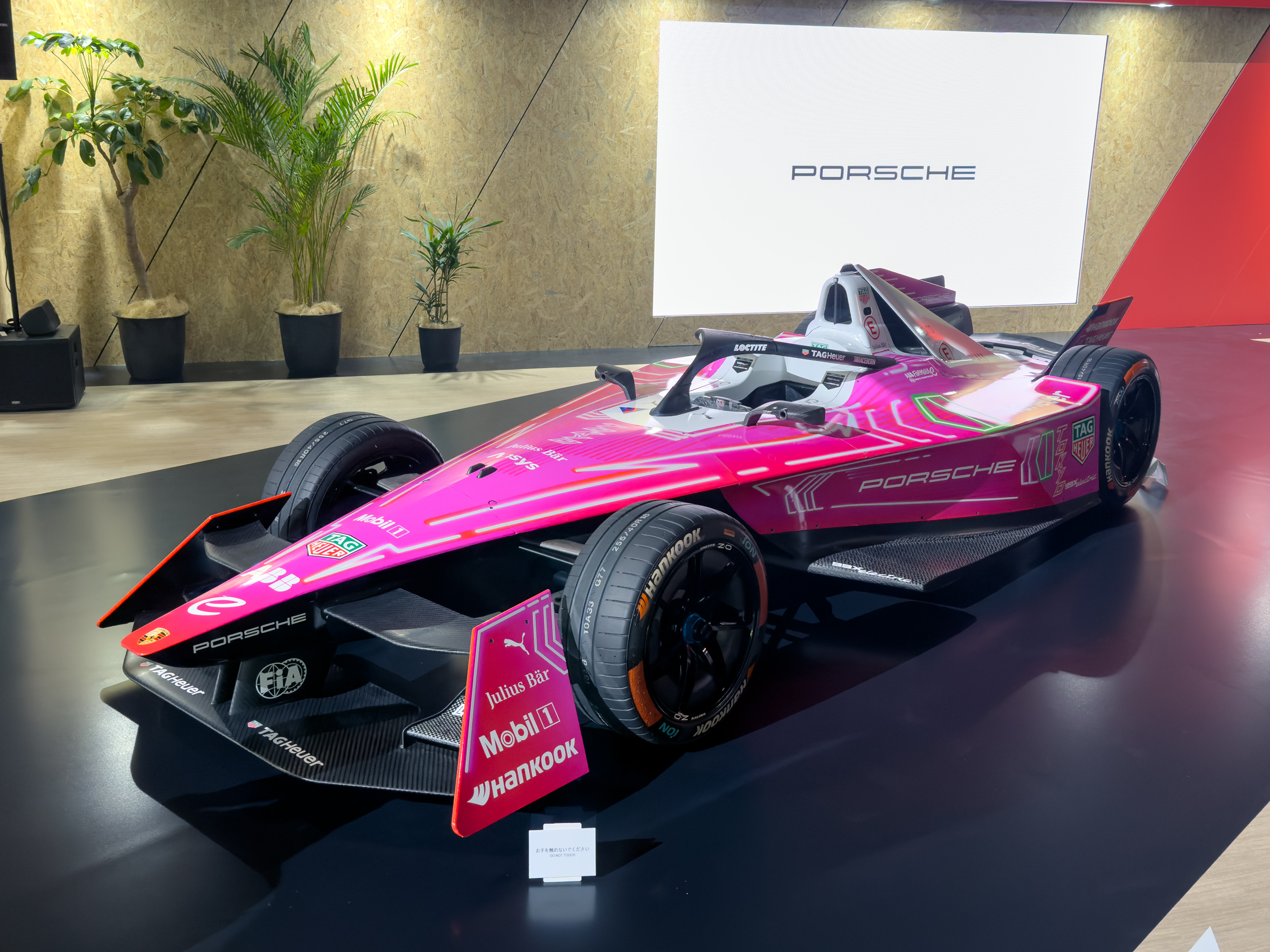
Présentation de la Porsche 99X au ePrix de Tokyo 2024.